# Moises Bicentini
Moises Bicentini (Willemstad, 27 december 1931 – 25 april 2007) was een Nederlands-Antilliaans voetballer.
Bicentini speelde voor SUBT waarmee hij meermaals de A-klasse won en ging samen met teamgenoot Pedro Koolman in 1957 naar N.E.C..
Vooral de vrije schoppen van de middenvelder waren vermaard. Bij uitwedstrijden van N.E.C. was op de affiches in de bezochte plaats vaak te lezen dat men er tegen N.E.C. "met Bicentini" speelde.
In het eerste seizoen bij N.E.C. speelde Bicentini als midvoor, links- of rechtsbinnen en werd hij met 16 competitiegoals topscorer. Daarna ging hij op het middenveld spelen. In zijn laatste seizoen was hij vaak geblesseerd. In zijn laatste wedstrijd, de beslissingswedstrijd in De Goffert tegen Wilhelmina in juni 1961, liet het Nijmeegse publiek hem vallen door hem na een gemiste kans massaal uit te fluiten.
Bicentini kwam ook uit voor het Nederlands-Antilliaans voetbalelftal en was onder meer actief op het CCCF-kampioenschap in 1953 en 1955 en de Pan-Amerikaanse spelen in 1955.
In september 1961 vertrok hij naar Curaçao en stopte hij met voetballen. Twee jaar later kwam hij weer naar Nijmegen, ditmaal om er te blijven. Hij werkte er bij de vreemdelingenpolitie. Hij was ook trainer in het amateurvoetbal, onder meer bij bedrijfsclub FHS Friden Holland. Bicentini overleed in 2007 op 75-jarige leeftijd.
Zijn zoon Remco Bicentini speelde voor N.E.C. in het seizoen 1986/87.

## Carrièrestatistieken
| Seizoen         | Club            | Land            | Competitie       | Competitie | Competitie | Beker | Beker | Internationaal | Internationaal | Overig | Overig | Totaal | Totaal |
| Seizoen         | Club            | Land            | Competitie       | Wed.       | Dlp.       | Wed.  | Dlp.  | Wed.           | Dlp.           | Wed.   | Dlp.   | Wed.   | Dlp.   |
| --------------- | --------------- | --------------- | ---------------- | ---------- | ---------- | ----- | ----- | -------------- | -------------- | ------ | ------ | ------ | ------ |
| 1957/58         | N.E.C.          | Nederland       | Tweede divisie B | –          | 16         | 1     | 1     | 0              | 0              | 0      | 0      | –      | 17     |
| 1958/59         | N.E.C.          | Nederland       | Tweede divisie B | –          | 3          | –     | 1     | 0              | 0              | 0      | 0      | –      | 4      |
| 1959/60         | N.E.C.          | Nederland       | Tweede divisie A | –          | 4          | –     | –     | 0              | 0              | 0      | 0      | –      | 4      |
| 1960/61         | N.E.C.          | Nederland       | Tweede divisie   | –          | 8          | –     | 0     | 0              | 0              | –      | 0      | –      | 8      |
| Carrière totaal | Carrière totaal | Carrière totaal | Carrière totaal  | –          | 31         | –     | 2     | 0              | 0              | 0      | 0      | –      | 33     |